# یاک یوئروت
یاک یوئروت (استونیایی: Jaak Jõerüüt؛ زادهٔ ۹ دسامبر ۱۹۴۷) سیاست‌مدار و دیپلمات اهل استونی است. 
وی از سال ۲۰۰۴ تا ۲۰۰۵ وزیر دفاع استونی بوده‌است. یوئروت همچنین سفیر استونی در کشورهای ایتالیا، مالت، قبرس، لتونی، سوئد و فنلاند بوده‌است.